# ريتشارد أوينز
ريتشارد أوينز (بالإنجليزية: Richard Owens)‏ هو لاعب كرة قدم أمريكية أمريكي، ولد في 4 نوفمبر 1980 في Middleburg, Florida ‏ في الولايات المتحدة.

## وصلات خارجية
- ريتشارد أوينز على موقع مرجع كرة القدم المحترفة.كوم (الإنجليزية)